# Pycnodoria longifolia
Pycnodoria longifolia là một loài dương xỉ trong họ Pteridaceae. Loài này được L. Britton mô tả khoa học đầu tiên năm 1918.